# Young Chang Mc
Yoni Sama dit Young Chang Mc, né le 15 juin 1988 à Paris, est un chanteur de dancehall et un rappeur français.

## Biographie
Né à Paris le 15 juin 1988 de parents guadeloupéens, Young Chang y vit jusqu'à ses 6 ans, lorsque ses parents décident de retourner en Guadeloupe. Issu d'une famille d'artistes, Young Chang a baigné dans les sons zouk et kompa de son frère David et sa sœur Corine (connus comme étant David et Corine, groupe populaire du zouk des années 1980-1990) mais aussi dans les sons dancehall. À 11 ans, il écrit ses premiers textes mais c'est à l'âge de 16 ans qu'il sort ses tous premiers sons, Coupable et Couché à soleil. Cela lui permet de se faire remarquer sur la scène locale à cette époque. Ensuite, il rencontre le groupe Génésiz (composé de Saïk et SamX) pendant une prestation avant d'intégrer ce collectif qui amènera à la réalisation de son premier album, 100 Zanmi en 2006.
En 2008, il sort un concept Lyrics de la semaine, où il diffuse des vidéos de freestyles sur son blog internet tous les mercredis, avec plus d'un million de vues[source secondaire nécessaire].
En 2010, il sort son second album, En forme dans lequel on trouve des sons tels que En forme, Mon pote, Ki moun ou yé. En 2011, il sort Chokola Vany qui a connu un gros succès.
En 2019, il sort son nouveau single Komunom. 
En 2021, il relance le concept des Lyrics de la semaine sur ses réseaux sociaux et sors une mixtape intitulée Faim de Promenade.

### Faits divers
En 2013, il a été mis en examen pour torture, barbarie, séquestration et kidnapping à Nancy ainsi que pour une affaire de trafic de drogue. En 2016, il est condamné à 11 ans de prison pour cette affaire.
Il est libéré le 28 septembre 2020.
Quelques semaines après sa mixtape Faim de Promenade, il est de nouveau incarcéré pour non respect d’une des obligations de sa liberté conditionnelle avant de retrouver une nouvelle fois la liberté[source secondaire nécessaire].

## Discographie

### Mixtapes
- 2008 - Réflexion
- 2008 - Le Lyrics de la semaine
- 2012 - Free Tape
- 2021 - Faim de Promenade

### Singles
- 2009 - En forme
- 2010 - Mon pote
- 2011 - Chokola vany
- 2012 - Pa touche
- 2013 - Pliss Vitamin
- 2014 - Goût à Lanmou
- 2015 - Profité (feat. Lesnah)
- 2016 - Criminal Gyal
- 2017 - Crazy World (feat. Drexi)
- 2018 - Paka Oublié
- 2019 - Komunom
- 2020 - 6 Étés 7 Hivers
- 2020 - RNG
- 2021 - Fanmi La (feat. Tiitof)
- 2022 - PVDV (feat. Reyel Ay)
- 2022 - AB Money
- 2022 - Pétard
- 2023 - Réfléchi
- 2023 - BAT
- 2023 - Og'Zus
- 2024 - Jus
- 2024 - Fanatik
- 2024 - Pas de soleil
- 2025 - Toujou Cho